# Barbro Alving
Barbro Alving, signaturen Bang, född 12 januari 1909 i Uppsala församling, Uppsala län, död 22 januari 1987 i Hedvig Eleonora församling, Stockholms län, var en svensk journalist och författare.

## Biografi
Barbro Alving var dotter till författaren Fanny Alving och lektorn Hjalmar Alving. Hon fick själv ett barn, Maud Fanny eller Ruffa, född 1938, med illustratören och tecknaren Birger Lundquist (1910–1952). Barbro Alving gifte sig aldrig; däremot bildade hon familj med Loyse Sjöcrona (1896–1989) när dottern Ruffa endast var något år. Tillsammans var de "en annorlunda familj" med dotterns egna ord.
Barbro Alving – som snart blev ett med sin signatur Bang – började sin journalistiska bana på Stockholms Dagblad 1928, blev sedan redaktionssekreterare på Idun 1928–1931 och var därefter fast anställd som medarbetare i Dagens Nyheter 1934–1959.
Som tidningens reporter skrev den föga sportintresserade Bang om sina intryck från de olympiska sommarspelen 1936 i Berlin. Dagens Nyheter sände samma år ut henne för att rapportera från spanska inbördeskriget och då med fokus på det av Francisco Francos styrkor flygbombade Madrid. Liknande krigsreportage gjorde hon 1939 från det finska vinterkriget. Barbro Alving rapporterade också från det av Tyskland invaderade Norge våren 1940 samt från Ungern under revolten 1956 och Sovjetunionens (och Warszawapaktens) av denna föranledda invasion av landet. Hon gjorde under efterkrigstiden också reportageresor i USA, Vietnam, Afrika och olika platser i Fjärran Östern. 
Hennes stil kännetecknades bland annat av ett framträdande berättarjag. Detta grepp är generellt ganska ovanligt inom journalistiken, dock lyckades Alving att med talang, självdistans, humor och en medvetenhet om samhälleliga normer balansera på rätt sida om vad som ansågs passande. Detta behandlas i en kandidatuppsats från Uppsala universitet som publicerades under våren 2011.
Barbro Alving blev tidigt pacifist och deltog under 1950-talet aktivt i kampen mot att Sverige skulle skaffa sig kärnvapen, bekände sig som kristen och blev katolik. Den 23 mars 1955 dömdes Bang av Stockholms rådhusrätt till en månads fängelse för vägran att inställa sig till civilförsvarsövningar. Under tiden i fängelset skrev hon löpande artiklar för sin tidning om sitt liv som fånge på Långholmen. Artikelserien publicerades sedan som bok, Dagbok från Långholmen (1956). Det lär ha varit första gången som en person hade fått frihetsstraff för vägran att inställa sig till försvarets övningar utan att ha åberopat religiöst grundade samvetsbetänkligheter. Hon var då sedan länge känd och uppskattad som en skicklig, träffsäker och humoristisk skribent, nu blev hon även känd för sitt civilkurage.
Barbro Alving kom i slutet av 1950-talet i konflikt med DN:s politiska ledning. Denna – med chefredaktören Herbert Tingsten i spetsen – ivrade för att Sverige skulle gå med i Atlantpakten och skaffa sig kärnvapen. Bang var av annan mening och det blev konflikt. Trött på kontroversen gick hon villigt med på att sluta på DN och istället börja som kolumnist på den likaså av familjen Bonnier ägda Vecko-Journalen. 
Bang inspirerades som journalist, feminist och pacifist av Elin Wägner. Efter Wägners död 1949 sammanställde hon ett omfattande biografiskt material om henne, vilket senare användes för en biografi, skriven av Ulla Isaksson och Erik Hjalmar Linder. I många år skrev Barbro Alving under signaturen "Käringen mot strömmen" kolumner i Vecko-Journalen. Under loppet av runt fyrtio år utgavs kåserierna också i bokform.

### Filmmanus (urval)
- 1943 – I dag gifter sig min man
- 1943 – Tåg 56
- 1944 – Jag är eld och luft
- 1946 – Åsa-Hanna

## Priser och utmärkelser
- De Nios stora pris 1975

## Övrigt
Den feministiska kulturtidskriften Bang är uppkallad efter henne.